# ワット・チェットヨート (チエンマイ)

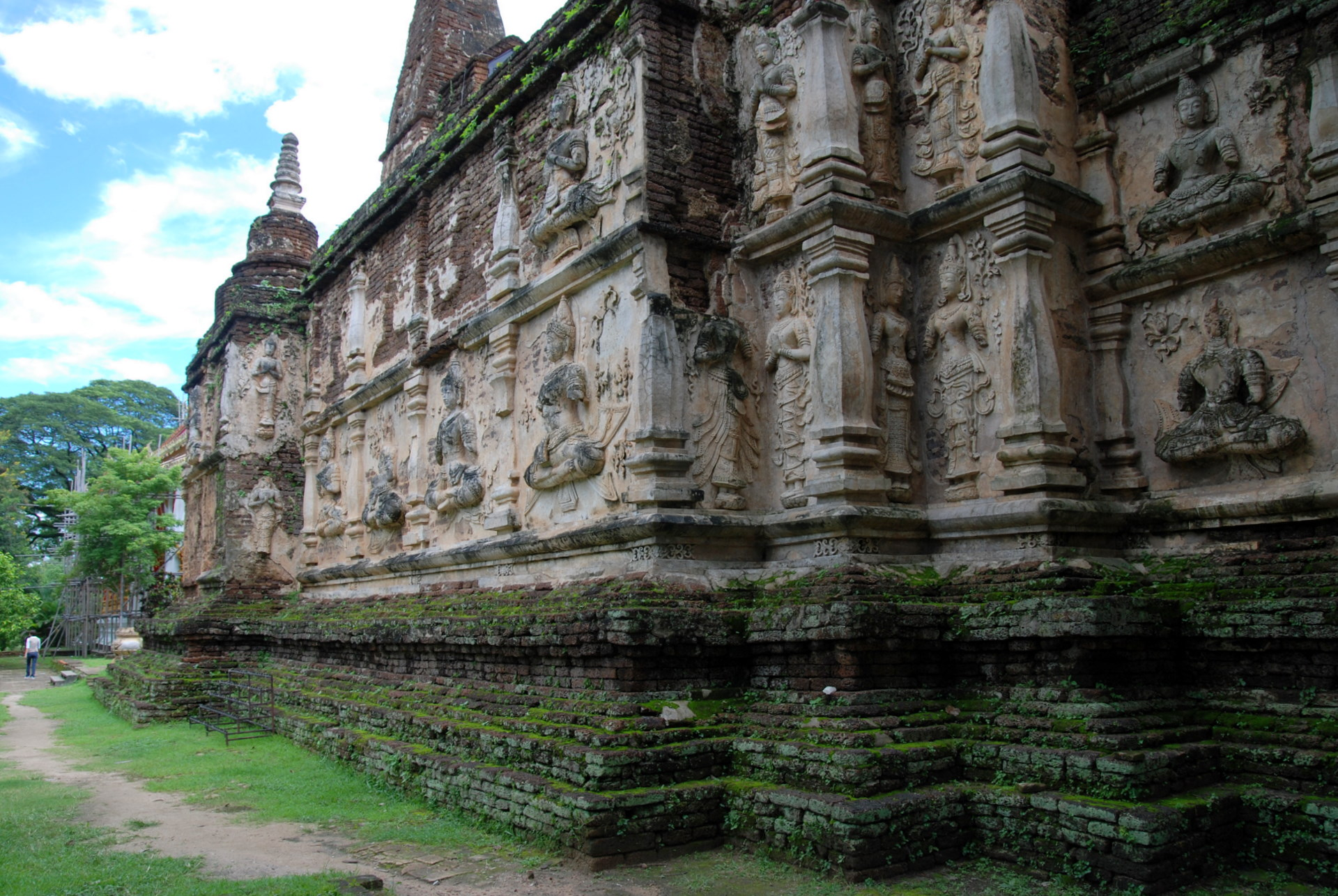
外壁面の漆喰の装飾

ワット・チェットヨート (Wat Chet Yot、タイ語: วัดเจ็ดยอด、正式名称: ワット・ポータラーム・マハー・ウィハーン、Wat Photharam Maha Wihan、タイ語: วัดโพธารามมหาวิหาร) は、タイの北部、チエンマイの仏教寺院（ワット、wat）。巳年に生まれた人のための巡礼地（プラタート・プラチャムピークート）である。

## 位置
ワット・チェットヨートは、チエンマイ市内中心部の北西に位置しており、フアイケーオ通り (Huay Kaeo Road) とニマンヘミン通り (Nimmanhaemin Road) の交差点より北のスーパーハイウェイ（チエンマイ - ランパーン〈ハイウェイ11〉）沿いにある。

## 歴史
王ティローカラートは、ビルマのバガンにあるマハーボーディ寺院の設計を学ぶために僧を送った後、西暦1455年に寺院の建造を命じた。その寺院自体、釈迦牟尼が悟りを開いたインド北部にあるブッダガヤのマハーボーディ寺院の模作であった。史書『ジナカーラマーリー』によると、西暦1455年に王はその場所に菩提樹を植え、1476年、おそらく仏誕2000年を記念する祝賀式典のため「この僧院に大祠堂を建立した」。その翌年には第8次結集（仏典の編集会議）がワット・チェットヨートで行われ、三蔵（パーリ仏典）が編纂された。

## 構成
中央祠堂のマハー・ポー・ウィハーン (Maha Pho wihan) ないしマハー・チェーディー (Maha Chedi、タイ語: มหาเจดีย์) の様相は、確かにマハーボーディ寺院に多少似ており、明らかにインドの影響を受けている。長方形の窓のない建築物の陸屋根の頂部にあるのは、寺院の名前となる「7基の尖塔」（「チェット・ヨート」、‘chet yot’）である。中央後方に正方形の基部をもつピラミッド型の尖塔が、同じく4基の小形の尖塔で囲まれており、また、中央の建造物の上部に別となる小形な2基の鐘型の仏塔（チェーディー、chedi）がある。

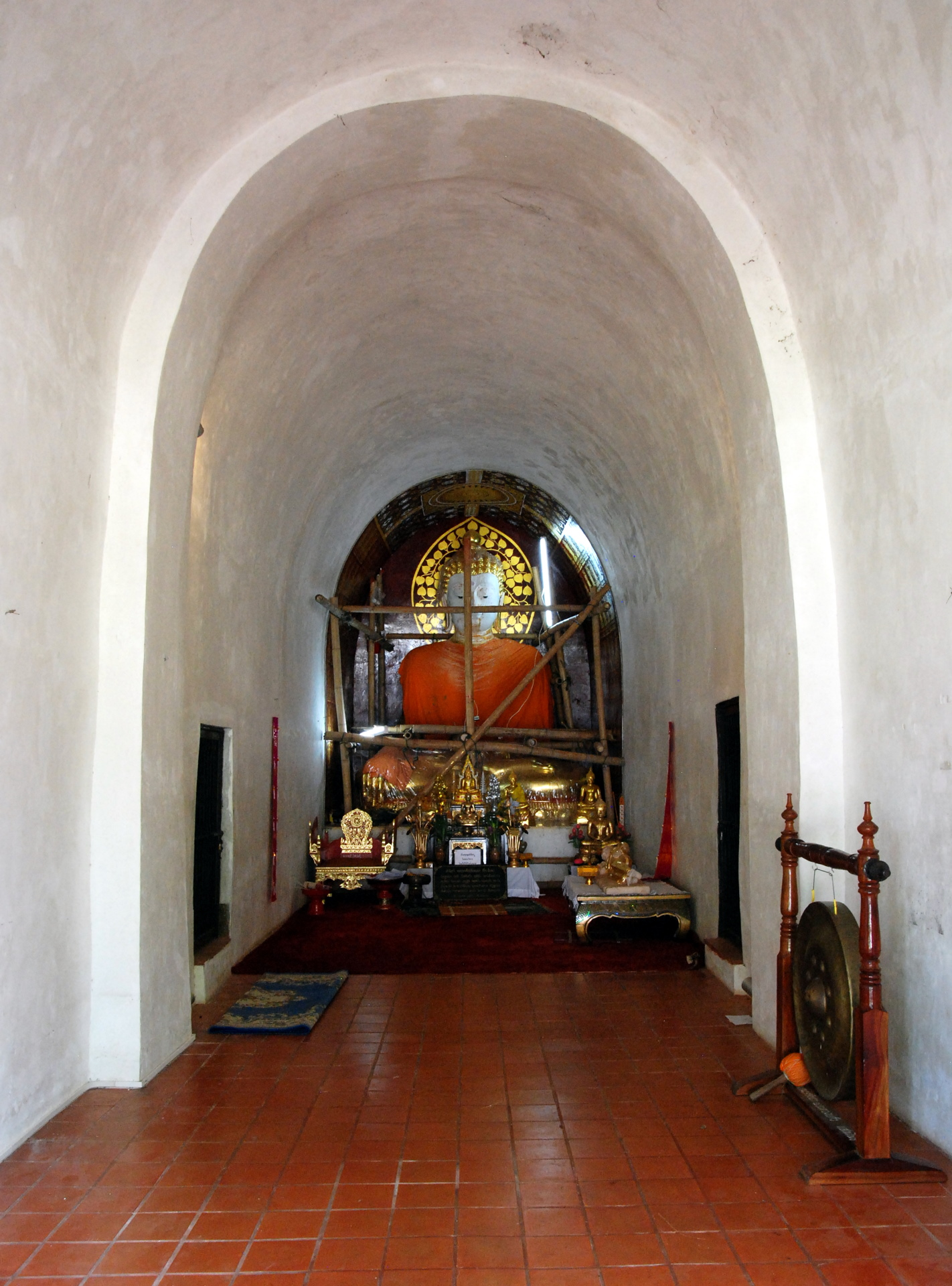
マハー・チェーディー内部の仏像

建物の内部には、筒型の丸天井（筒型ヴォールト、英: barrel vault）をもつ廊下があり、その終端には仏像がある。仏像の左右の狭い階段は屋上に通じる。女性は屋上に登るべきではなく、寺院のこの箇所には男性のみ入場が認められている。かつては菩提樹が屋上に生えていたが、構造物の崩壊を防ぐため、西暦1910年に除去された。
建物の外面は、部分的にかなり風化しているが、特徴的なものとして上下2段に並ぶ天人（テーワダー、thewada）の化粧しっくい（スタッコ）のレリーフがあり、王ティローカラートの縁者の顔を模して型取られていると伝えられる。

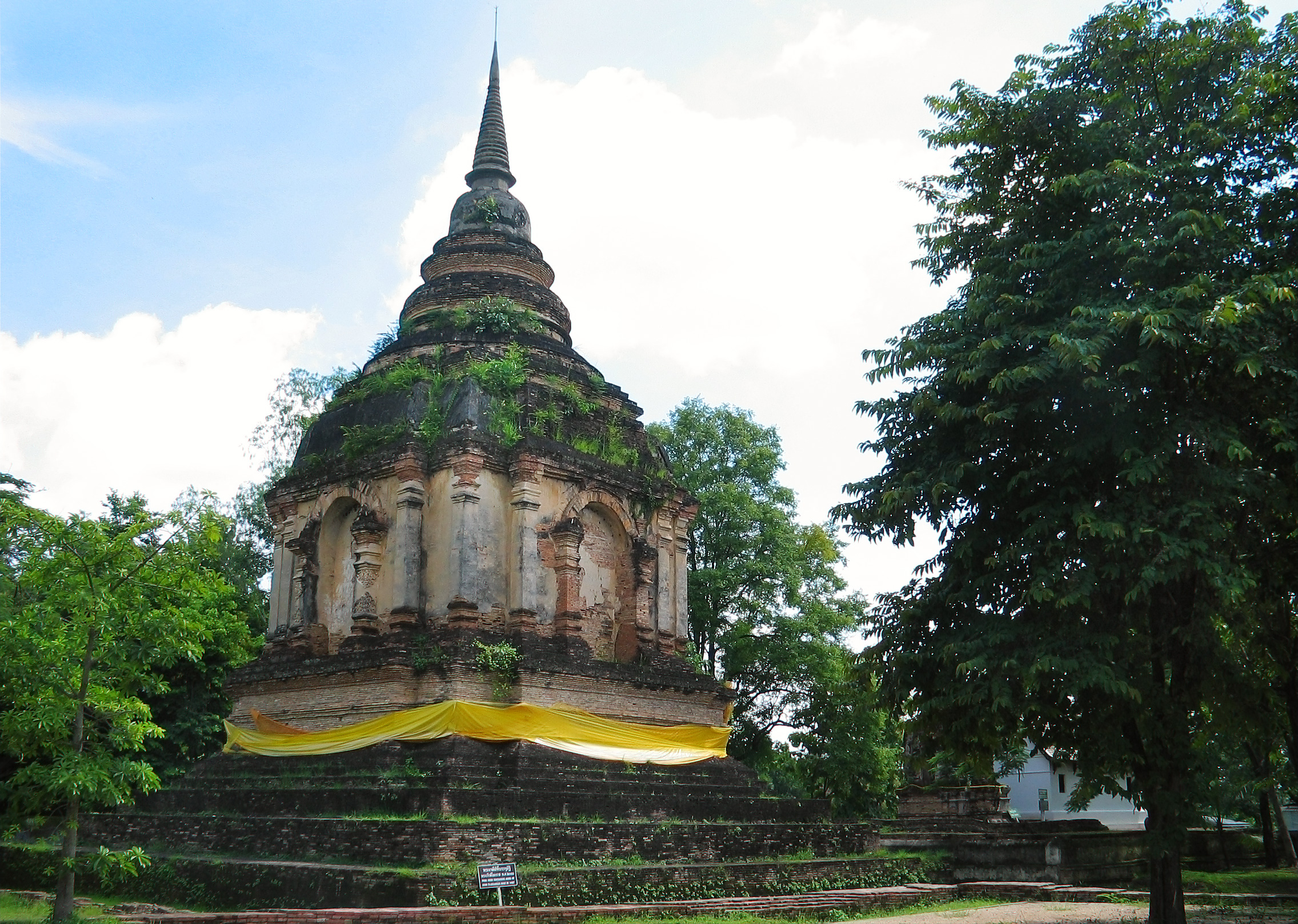
ティローカラート・チェーディー

広い寺院の敷地には、ラーンナー様式（プラサート様式）のいくつかの仏塔（および仏塔の遺構）がある。すべて鐘型の仏塔であり、その基部の四方の壁の窪み（壁龕）には仏像もある。最も大きい仏塔には王ティローカラートの遺灰が納められている。

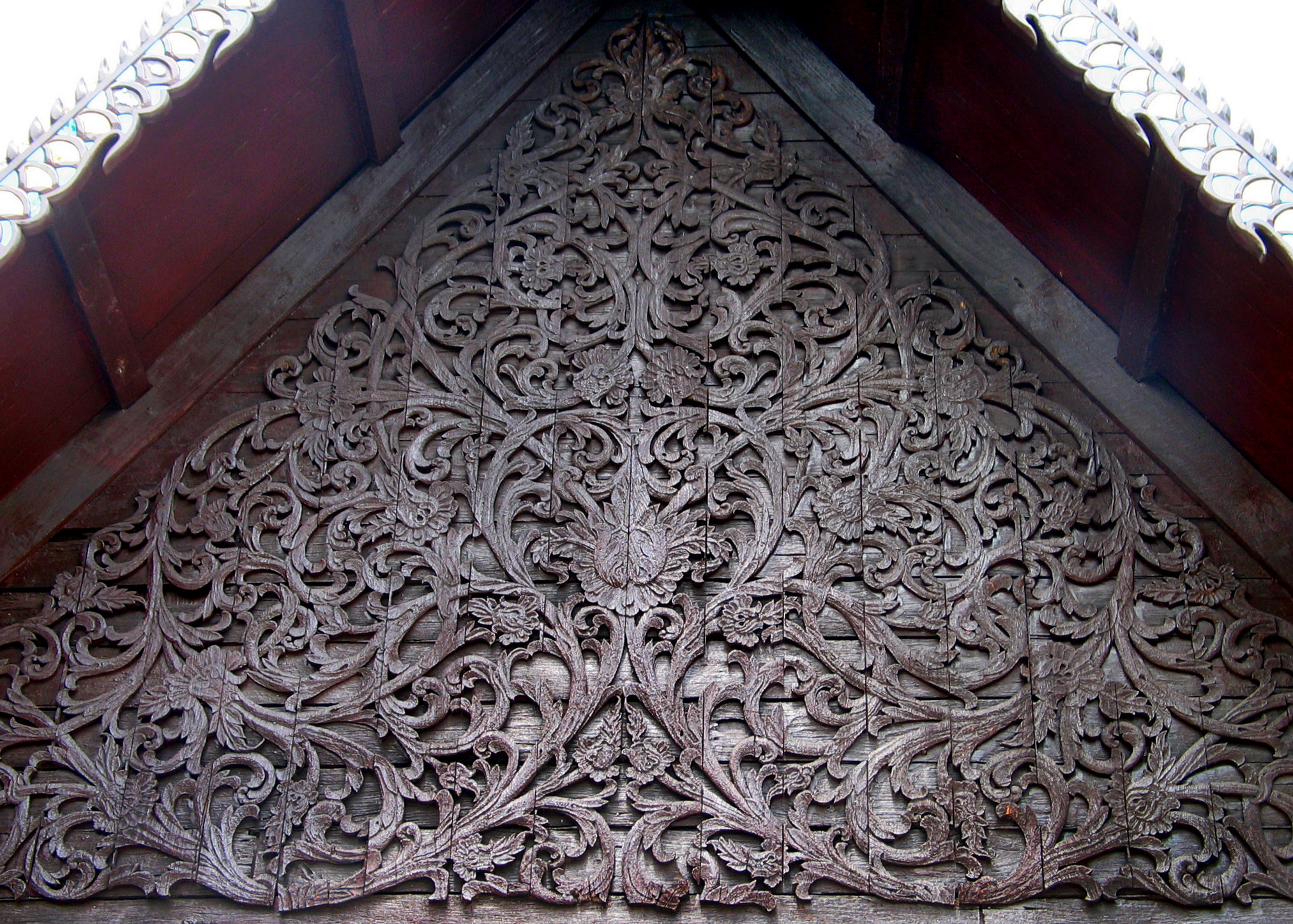
本堂の木製の妻側

寺域の北東の隅には、見事に彫刻された木製の妻側が見られる小さな本堂（ウボーソット、ubosot）があり、寺院の聖域を定める結界石（バイセーマ、bai sema）に囲まれる。
池と正方形の仏堂（モンドップ、mondop）が寺院の敷地の南端にある。仏堂はナーガラージャのムチャリンダに守られる仏陀像が安置されている。